# Khoa Lịch sử Y học của Bảo tàng Nicolaus Copernicus ở Frombork
Khoa Lịch sử Y học của Bảo tàng Nicolaus Copernicus ở Frombork (tiếng Ba Lan: Dział Historii Medycyny Muzeum Mikołaja Kopernika we Fromborku) là một chi nhánh của Bảo tàng Nicolaus Copernicus ở Frombork, tọa lạc tại số 6 phố Cổ, Frombork, Ba Lan. Cơ sở là một tổ chức văn hóa địa phương của tỉnh Warmińsko-Mazurskie. Hoạt động của chi nhánh bảo tàng này tập trung vào việc triển lãm về lịch sử y học và dược phẩm.

## Lịch sử của trụ sở
Triển lãm được bố trí bên trong tòa nhà của bệnh viện Chúa Thánh Thần trước đây với nhà nguyện Thánh Anna liền kề. Bệnh viện được xây dựng vào nửa đầu thế kỷ 14. Tòa nhà trụ sở của triển lãm được xây dựng từ năm 1426 đến năm 1433, và được tái thiết từ năm 1686 đến năm 1720. Tòa nhà có hình dạng của một vương cung thánh đường theo phong cách kiến trúc Baroque. Trong tiền sảnh của nhà nguyện bệnh viện có những bức tranh đa sắc kiểu Gothic có niên đại vào thế kỷ 15 mô tả 19 cảnh của Sự phán xét chung. Trong nhà nguyện còn có một bức tượng Đức Trinh Nữ Maria với Hài Nhi bằng đá có niên đại vào nửa sau thế kỷ 14.
Tòa nhà bị hư hại đáng kể vào năm 1945, được phục hồi trong các năm 1978 - 1989, và được bàn giao cho Khoa Lịch sử Y học của Bảo tàng Nicolaus Copernicus ở Frombork vào năm 1990.